# Transistor bipolar de heterounión
El transistor bipolar de heterounión (HBT, por sus siglas en inglés) es un tipo de transistor de unión bipolar (BJT) que utiliza diferentes materiales semiconductores para las regiones emisora y base, creando una heterounión. El HBT mejora al BJT en el sentido de que puede manejar señales de frecuencias muy altas, de hasta varios cientos de GHz. Se suele utilizar en circuitos ultrarrápidos modernos, sobre todo en sistemas de radiofrecuencia (RF), y en aplicaciones que requieren una alta eficiencia energética, como los amplificadores de potencia de RF de los teléfonos móviles. La idea de emplear una heterounión es tan antigua como el BJT convencional, ya que se remonta a una patente de 1951. La teoría detallada del transistor bipolar de heterounión fue desarrollada por Herbert Kroemer en 1957.

## Materiales

Bandas en el transistor bipolar npn de heterounión graduada. Barreras indicadas para que los electrones se muevan del emisor a la base, y para que los huecos se inyecten hacia atrás de la base al emisor; además, la gradación de la banda prohibida en la base ayuda al transporte de electrones en la región de la base; los colores claros indican regiones agotadas.

La principal diferencia entre el BJT y el HBT radica en el uso de distintos materiales semiconductores para la unión emisor-base y la unión base-colector, creando una heterounión. El efecto es limitar la inyección de huecos desde la base a la región emisora, ya que la barrera de potencial en la banda de valencia es mayor que en la banda de conducción. A diferencia de la tecnología BJT, esto permite utilizar una alta densidad de dopaje en la base, reduciendo la resistencia de la base y manteniendo la ganancia. La eficiencia de la heterounión se mide por el factor de Kroemer, que recibió el Premio Nobel en 2000 por sus trabajos en este campo en la Universidad de California en Santa Bárbara.
Entre los materiales utilizados para el sustrato se encuentran el silicio, el arseniuro de galio y el fosfuro de indio, mientras que para las capas epitaxiales se utilizan aleaciones de silicio/silicio-germanio, arseniuro de aluminio y galio/arseniuro de galio y fosfuro de indio/arseniuro de indio y galio. Los semiconductores de banda prohibida ancha, como el nitruro de galio y el nitruro de indio y galio, son especialmente prometedores.
En los transistores de heteroestructura graduada de SiGe, la cantidad de germanio en la base está graduada, lo que hace que la banda prohibida sea más estrecha en el colector que en el emisor. Este estrechamiento de la banda prohibida da lugar a un transporte asistido por campo en la base, que acelera el transporte a través de la base y aumenta la respuesta en frecuencia. 

## Fabricación
Debido a la necesidad de fabricar dispositivos HBT con capas base finas extremadamente dopadas, se emplea principalmente la epitaxia de haces moleculares. Además de las capas base, emisor y colector, se depositan capas altamente dopadas a ambos lados del colector y el emisor para facilitar un contacto óhmico, que se colocan sobre las capas de contacto tras su exposición mediante fotolitografía y grabado. La capa de contacto situada debajo del colector, denominada subcolector, es una parte activa del transistor.
Dependiendo del sistema de materiales, se utilizan otras técnicas. IBM y otras empresas utilizan la deposición química en fase vapor en vacío ultraalto (UHVCVD) para el SiGe; otras técnicas utilizadas son el MOVPE para los sistemas III-V.
Por lo general, las capas epitaxiales se ajustan a la red (lo que limita la elección de la banda prohibida, etc.). Si son casi de red ajustada, el dispositivo es pseudomórfico, y si las capas no son de red ajustada (a menudo separadas por una fina capa intermedia) es metamórfico. 

## Límites
Un transistor bipolar de heterounión pseudomórfica desarrollado en la Universidad de Illinois en Urbana-Champaign, construido a partir de fosfuro de indio y arseniuro de indio y galio y diseñado con colector, base y emisor de composición graduada, demostró cortar a una velocidad de 710 GHz.
Además de batir récords de velocidad, los HBT de InP/InGaAs son ideales para circuitos integrados optoelectrónicos monolíticos. Las capas base-colector-subcolector forman un fotodetector de tipo PIN. La banda prohibida del InGaAs es idónea para detectar señales láser infrarrojas de 1550 nm de longitud de onda utilizadas en sistemas de comunicación óptica. Si se polariza el HBT para obtener un dispositivo activo, se obtiene un fototransistor con alta ganancia interna. Otras aplicaciones de los HBT son los circuitos de señal mixta, como los convertidores analógico-digital y digital-analógico.